# 2 Armia (III Rzesza)
2 Armia (niem. 2. Armee) – jedna z niemieckich armii, czasie II wojny światowej uczestniczyła  w agresji na Francję i Bałkany oraz w ataku na Związek Radziecki.

## Historia
Utworzona w 1938 roku , w okresie przygotowań III Rzeszy do wojny – w planie agresji na Czechosłowację przeznaczona do ofensywy ze Śląska na południe celem odcięcia Czech od Słowacji, a w 1 połowie 1939 r. do osłony granic niemieckich przed atakiem wojsk polskich. W lipcu 1938 r. 2 Armia została skoncentrowana na Śląsku w składzie 1 Grupy, pod dowództwem gen. płk. Gerda von Runstedta, a szefem jego sztabu został gen. mjr. Hans von Salmuth. Dowództwo 2 Armii umieszczono w Koźlu. W lutym 1939 r. 2 Armia została przeznaczona do zabezpieczenia wschodnich granic III Rzeszy na wypadek podjęcia działań ofensywnych przez wojsko polskie, dowództwo umieszczono w Munchebergu, jej dowódcą w dniu mobilizacji miał został dowódca 1 Grupy. W planie agresji na Polskę na bazie dowództwa 2 Armii stworzono dowództwo Grupy Armii Północ
Z początkiem agresji na Polskę przekształcona na krótko w Grupę Armii Północ. W 1940 roku 2 Armia uczestniczyła w agresji na Francję, a w 1941 roku na Bałkany. Po zakończeniu działań bojowych na Bałkanach, 22 czerwca 1941 roku wzięła udział w ataku na Związek Radziecki. Na terytorium ZSRR walczyła przeciw Armii Czerwonej do 1944 roku, głównie w składzie Grupy Armii Środek. 
Następnie walczyła w Prusach Wschodnich posiadając na wyposażeniu m.in. 170 czołgów i 175 dział pancernych. Po natarciu Armii Radzieckiej wykonanym 24 lutego 1945 roku została zepchnięta w rejon Zatoki Gdańskiej. W tym czasie skład 2 Armii uległ znacznym zmianom ponieważ w walkach zostały rozbite lub zniszczone liczne jednostki wchodzące w jej skład. 1 Armia Wojska Polskiego rozbiła w lutym 15 Dywizję Grenadierów SS (dywizję odtworzono w marcu). W kwietniu 1945 roku po uzupełnieniu resztkami wojsk XX KA, XXVIII KA i XXXXI KPanc przemianowana na Armię Prusy Wschodnie. W tym samym czasie jednostki wchodzące w jej skład zostały odcięte, i ściśnięte w rejonie Helu, Kępy Oksywskiej, Żuław i Mierzej Wiślanej, nie odgrywając do końca wojny istotnej roli. W maju 1945 roku żołnierze armii oddali się do niewoli Armii Czerwonej. Kapitulacja miała miejsce na półwyspie Helskim. 

## Dowództwo armii
Dowódcy:
- feldmarszałek Maximilian von Weichs (do 15 listopada 1941)
- gen. płk Rudolf Schmidt (15.11.1941 - 25.12.1941)
- feldmarszałek Maximilian von Weichs (25.12.1941 - 15.07.1942)
- gen. płk Hans von Salmuth (od 15 lipca 1942 do 4 lutego 1943)
- gen. płk Walter Weiss (od 4 lutego 1943 do 12 marca 1945)
- gen. wojsk pancernych Dietrich von Saucken (od 12 marca do kwietnia 1945)[1]

Szefowie sztabu: 
- gen. mjr. Hans von Salmuth
- gen. Wolf-Dietrich von Xylander[12]

## Struktura organizacyjna
Jednostki armijne: 308 Wyższe Dowództwo Artylerii, 580 Dowództwo Obszaru Tyłowego, 501 Armijne Dowództwo Zaopatrzenia, 563 pułk łączności, 2 pułk szkolny (od marca 1945), 2 batalion szturmowy (od czerwca 1943) i 2 pułk szturmowy (od października 1944)
Skład we wrześniu 1938 roku:
- 6 dywizja piechoty
- 8 dywizja piechoty
- 12 dywizja piechoty
- 22 dywizja piechoty
- 23 dywizja piechoty
- 28 dywizja piechoty
- 30 dywizja piechoty - doraźne zmotoryzowana przez 605 pułk transportowy
- 32 dywizja piechoty
- 3 dywizja pancerna
- 78 dywizja Landwehry oraz 15 pułk pancerny, 44 i 64 pułk artylerii ciężkiej i jednostki armijne

Skład w lutym 1939 roku:
- sześć odcinków granicznych: Niemodlin, Wrocław, Przemków, Friedrichswille, Kalisz Pomorski, Białogard
- 207 dywizja piechoty
- 208 dywizja piechoty
- 213 dywizja piechoty
- 218 dywizja piechoty
- 221 dywizja piechoty
- 239 dywizja piechoty
- jednostki armijne
- siedemdziesiąt siedem batalionów budowlanych

Skład 25 października 1939 roku:
- XI Korpus Armijny
- XXII Korpus Armijny

Skład w maju 1940 roku:
- XVII Korpus Armijny
- XXXVIII Korpus Armijny
- XXXIX Korpus Armijny
- XXXXV Wyższe Dowództwo do Zadań Specjalnych

Skład w styczniu 1943 roku:
- XIII Korpus Armijny
- VII Korpus Armijny
- LV Korpus Armijny oraz część 88 Dywizji Piechoty

Skład 1944 roku (w trakcie operacji Bagration):
- VIII Korpus Armijny
- XX Korpus Armijny
- XXIII Korpus Armijny

Skład we wrześniu 1944 roku:
- Korpus Kawalerii
- XXIII Korpus Armijny
- XX Korpus Armijny oraz 3 Dywizja Pancerna i 102 Brygada Pancerna